# Comiso
Comiso é uma comuna italiana da região da Sicília, província de Ragusa, com cerca de 28.389 habitantes. Estende-se por uma área de 64,93 km², tendo uma densidade populacional de 444 hab/km². Faz fronteira com Chiaramonte Gulfi, Ragusa, Vittoria.
As principais actividades económicas são o cultivo de citrinos e a exploração de pedreiras.

## Demografia
| Variação demográfica do município entre 1861 e 2011                               |
|                                                                                   |
| Fonte: Istituto Nazionale di Statistica (ISTAT) - Elaboração gráfica da Wikipedia |